# Klaus Schille
Klaus Henrik Schille (* 19. März 1982) ist ein ehemaliger deutscher Basketballspieler.

## Laufbahn
Der 2,10 Meter große Innenspieler spielte ab der Saison 1999/2000 für den TuS Lichterfelde in der 2. Basketball-Bundesliga, 2002 wechselte er von „TuSLi“ in die Vereinigten Staaten, um an der University of California, Riverside Hochschulstudium (Betriebswirtschaftslehre) und Spitzensport zu kombinieren. Bis 2006 spielte Schille für „UC Riverside“, sein statistisch erfolgreichstes Spieljahr in der ersten NCAA-Division war 2005/06, als er in 24 Einsätzen im Durchschnitt 6,6 Punkte und 4,2 Rebounds je Begegnung erzielte.
Er wurde Berufsbasketballspieler und stand zu Beginn der Saison 2006/07 kurzfristig in Diensten des dänischen Erstligisten Team FOG Næstved, ehe er im Oktober 2006 zum deutschen Zweitligisten Union Shops Rastatt wechselte. Dort war er bis Saisonende ein Leistungsträger und erzielte Mittelwerte von 11,7 Punkten und 5,3 Rebounds pro Partie. Im Spieljahr 2007/08 stand Schille für den FC Schalke 04 in der 2. Bundesliga ProA auf dem Feld, 2008/09 spielte er für den spanischen Viertligisten Lucentum Alicante und erzielte dort in 20 Partien im Schnitt 8,3 Punkte pro Begegnung.
In der Saison 2009/10 verstärkte der Centerspieler den brandenburgischen RSV Eintracht Stahnsdorf in der 2. Bundesliga ProB, stand später noch im Aufgebot des Regionalligavereins DBV Charlottenburg sowie in den Spielzeiten 2012/13 und 2013/14 des spanischen Viertligisten Aracena - AEC Collblanc La Torrassa.

### Nationalmannschaft
Mit der deutschen Junioren-Nationalmannschaft nahm Schille 2002 an der Qualifikation für die Europameisterschaft teil, 2005 wurde er in die A2-Nationalmannschaft berufen.